# 376 до н. е.

## Події
- зникло царство Цзінь
- Битва біля Наксоса
- жителі міста Абдери зазнали поразки від фракійського племені трибалів.